# Darwinisme social
Le darwinisme social, ou parfois nommé aussi spencérisme, est un terme englobant qui désigne toute doctrine ou théorie prétendant pouvoir appliquer la théorie évolutionniste aux sociétés humaines.
Le terme apparaît pour la première fois sous la plume de l'anarchiste Émile Gautier, qui publie en 1880 Le Darwinisme social, une brochure qui entend contrer les théories qu'il baptise de ce néologisme. Le terme darwinisme social est toujours usité dans un sens polémique et négatif et n'a jamais été revendiqué ni même employé par les tenants des théories qui y sont associées.
Les idées principales associées au darwinisme social sont la notion de « lutte pour la vie » entre les hommes conçue comme étant l'état naturel des relations sociales et le rôle central donné en soi au conflit, vu comme la source fondamentale du progrès et de l'amélioration de l'être humain. Ces idées ont souvent comme conséquence, sur le plan politique, une volonté de réduire voire de supprimer l'influence des institutions et des comportements faisant obstacle à l'expression de la lutte pour l’existence et à la sélection naturelle, qui aboutissent à l’élimination des moins aptes et à la survie des plus aptes (survival of the fittest).

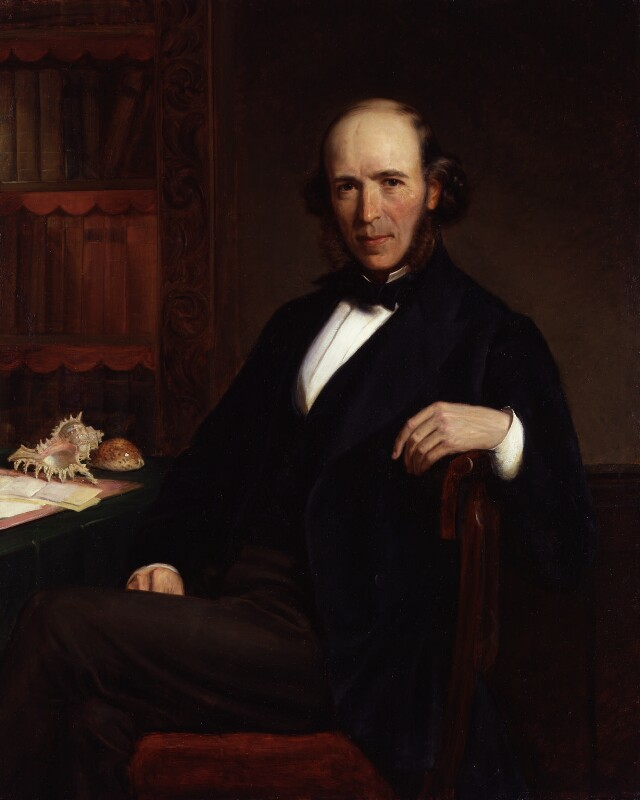
Herbert Spencer, sociologue et principal concepteur de la doctrine spencérienne.

Herbert Spencer (1820-1903), sociologue anglais considéré comme l'un des premiers à avoir tenté d'appliquer la théorie de Darwin aux sociétés humaines, a imposé le terme d'« évolution » et est l'auteur de l'expression « sélection des plus aptes », qu'il mettait en rapport avec la sélection naturelle de Darwin. On désigne aussi ces théories par le terme de spencérisme. Charles Darwin lui-même se serait opposé avec vigueur à l'application de la sélection naturelle au sein des sociétés humaines avec la publication en 1871 de La Filiation de l'homme et la sélection liée au sexe. Le développement au milieu du XXe siècle de l'éthologie humaine et de la génétique donne naissance à une résurrection du darwinisme social, la sociobiologie. Aujourd'hui, le darwinisme social est largement considéré comme une pseudoscience ne reposant sur aucune donnée empirique,,,.

## Définition

### Usage du termedarwinisme social
Même si les théoriciens associés au darwinisme social viennent essentiellement du monde anglo-saxon, c'est en Europe continentale que le terme darwinisme social apparaît.
L'expression darwinisme social apparaît pour la première fois dans l'article de 1877 de Joseph Fisher sur l'histoire de la propriété foncière en Irlande, publié dans les Transactions of the Royal Historical Society. Ce néologisme se retrouve sous la plume d'Oscar Schmidt, en 1879, dans un article publié dans Popular Science. Le terme est repris l'année suivante par Émile Gautier (1853-1937). Selon l'historien de la pensée sociale britannique Mike Hawkins, le journaliste anarchiste Émile Gautier est le premier à avoir employé l'expression darwinisme social comme intitulé d'une brochure publiée en 1880 à Paris qui attaque les tentatives d'applications de la biologie aux sociétés humaines. En 1882, à Turin, le professeur d'histoire du droit et de sociologie italien Giuseppe Vadalà-Papale (1854-1921) publie Darwinismo naturale e Darwinismo sociale: schizzi di scienza sociale.
Toutefois, l'usage du terme darwinisme social reste rare dans la littérature scientifique jusqu'à la fin des années 1970. En 1975, la publication de l'ouvrage Sociobiology du biologiste Edward Wilson (né en 1929), créateur de la notion de biodiversité et fondateur de la sociobiologie, déclenche de nombreuses controverses. C'est dans ce contexte que la fin des années 1970 et les années 1980 vont provoquer une sorte de « psychose » dans certains milieux intellectuels, qui accusent Wilson de « racisme » et affirment craindre un « retour du darwinisme social ». Les polémiques déclenchées alors entraînent une importante production d'articles et d'ouvrages, utilisant avec récurrence ce terme.

### Contenu
De manière générale, les théoriciens du darwinisme social envisagent, à l’échelle de la compétition entre les individus, la levée des mesures de protection sociale, l’abolition des lois sur les pauvres ou l’abandon des conduites charitables. Le sociologue, psychologue, philosophe Herbert Spencer, un des plus célèbres de ces idéologues, pense ainsi que « toute protection artificielle des faibles est un handicap pour le groupe social auquel ils appartiennent, dans la mesure où cette protection a pour effet […] de le mettre en position d'infériorité face aux groupes sociaux rivaux ». Le darwinisme social se conjugue avec les théories racialistes qui font, à l’échelle de la compétition entre les groupes humains, de la « lutte entre les races » le moteur de l’évolution humaine. Il rejoint et renforce, à la fin du XIXe siècle, l'émergence des théories eugénistes.
Selon l'historien des sciences Patrick Tort, de son vivant, Darwin avance que la sociabilité et l'empathie ont été sélectionnées au cours de l'évolution humaine :

« Figure logique centrale de l'anthropologie darwinienne (à distinguer de l'anthropologie évolutionniste), l'effet réversif de l'évolution est ce qui permet de penser chez Darwin la transition progressive entre ce que l'on nommera par commodité la sphère de la nature, régie par la stricte loi de la sélection, et l'état d'une société civilisée, à l'intérieur de laquelle s'institutionnalisent des conduites qui s'opposent au libre jeu de cette loi. […] En termes simplifiés, la sélection naturelle sélectionne la civilisation, qui s'oppose à la sélection naturelle. »

— Patrick Tort, Darwin et le darwinisme (4e édition 2011)

## Origine et développement

### Herbert Spencer
Dans De l'Origine des espèces (sous-titré : La Préservation des races favorisées dans la lutte pour la vie), Darwin n'analyse pas la société humaine et n'a pas d'implication personnelle citée dans le « darwinisme social ». C'est Herbert Spencer, savant contemporain de Darwin et tout aussi populaire, qui applique le principe de « la survie du plus apte » aux sociétés humaines et formule le principe du darwinisme social selon lequel l'hérédité (les caractères innés) aurait un rôle prépondérant par rapport à l'éducation (les caractères acquis)[réf. nécessaire].
Herbert Spencer « voit dans les luttes civiles, les inégalités sociales et les guerres de conquête rien moins que l'application à l'espèce humaine de la sélection naturelle ». Spencer fournit ainsi une explication biologique aux disparités observées entre les sociétés sur la trajectoire prétendument unique de l'histoire humaine : les peuples les moins « adaptés » à la lutte pour la survie seraient restés « figés » au stade primitif conceptualisé par les tenants de l'évolutionnisme anthropologique[réf. nécessaire].

### William Graham Sumner
Un autre nom fréquemment associé à l'origine du darwinisme social est William Graham Sumner (1840-1910). Sumner est le premier professeur de sociologie de l'université américaine de Yale. Homme influent, il sera aussi député à la Chambre des représentants. Contrairement à Spencer, il affirme qu'il existe un déterminisme dans la « lutte pour la vie ».

### Influence politique
Sur le plan politique, le darwinisme social a servi à justifier scientifiquement plusieurs concepts politiques liés à la domination par une élite, d'une masse jugée moins apte. Parmi ceux-ci, on trouve le colonialisme, l'eugénisme, le fascisme et surtout le nazisme. En effet, cette idéologie légitime l'élimination des races humaines et des êtres les plus faibles, pour que ceux-ci laissent la place aux races et aux êtres les mieux armés pour survivre[réf. nécessaire].
Selon Christian Laval, le spencérisme est cependant une conception libérale, qui aurait engendré le néolibéralisme au cours du XXe siècle. D'autre part, le spencérisme est souvent amalgamé avec l'eugénisme ou avec le galtonisme. Or le galtonisme, nommé d'après Francis Galton, est une conception conservatrice ou néoconservatrice[réf. nécessaire]. Cependant, spencérisme et galtonisme sont des pensées évolutionnistes.

## Le darwinisme social appliqué aux nations
À la fin du XIXe siècle, le darwinisme social a été étendu aux rapports entre les nations. Ce mouvement s'est surtout développé dans les pays anglo-saxons, et dans une moindre mesure en Russie. Si cette idée ne débouche en général pas sur des attitudes belliqueuses, il n'en est pas de même en Europe où l'affrontement entre les nations « jeunes », comme l'Allemagne, pleines de vitalité « virile », et les nations « anciennes », qualifiées par les tenants de cette théorie de « décadentes », comme la France, est considéré comme inévitable. Cette vision est à replacer dans le contexte social de l'époque[réf. nécessaire].
De plus, la « vitalité » d'une nation se mesure presque exclusivement à l'aune de la démographie : plus une nation est féconde, plus elle est ou sera forte. Ainsi, la Russie et les peuples slaves en général faisaient peur à de nombreux dirigeants allemands, comme le chancelier Bethmann-Hollweg, par son accroissement naturel, rendant inévitable, selon eux, un affrontement violent (phobie du rouleau compresseur russe). À ce stade, le darwinisme social rencontre le nationalisme racial. Un autre exemple est la posture idéologique des dirigeants du parti Jeune-Turc vis-à-vis de leurs minorités, spécialement pour le génocide arménien[réf. nécessaire].
On a pu penser que cette vision des rapports entre les nations, dominante en Allemagne et en Autriche au début du XXe siècle, a joué un rôle essentiel dans le déclenchement de la Première Guerre mondiale.
En 1910, le sociologue Jacques Novicow publie La critique du darwinisme social où il critique de manière acerbe la tendance de ses collègues et d'autres essayistes et savants de son temps à mettre en avant le conflit et la guerre comme moteur de l'évolution et du progrès social. Il donne la définition suivante :
« Le darwinisme social peut être défini : la doctrine qui considère l'homicide collectif comme la cause des progrès du genre humain. »
L'importance du darwinisme social dans le déclenchement de la Première Guerre mondiale doit être relativisée. Cette interprétation est en effet sérieusement démentie par le travail de Léon Schirmann qui a identifié les responsabilités réelles dans le déclenchement du premier conflit mondial après avoir travaillé sur les archives officielles des différents pays belligérants. Ces responsabilités sont avant tout bien plus politiques que scientifiques.
Des éléments liés à la théorie de la sélection naturelle ont été incorporés par Shigetake Sugiura, l'un des tuteurs de Hirohito, dans ses écrits visant à justifier la supériorité de la race nipponne et son droit à dominer l'Extrême-Orient. Avec les éléments mythologiques propres au shinto, le darwinisme social servit donc de toile de fond à l'invasion de la Chine et des pays d'Asie du Sud-Est pendant l'ère Showa[réf. nécessaire].

## Critique du darwinisme social

### Critique de Patrick Tort - Darwin et le darwinisme social: une lecture rétrospective
L'épistémologue Patrick Tort a mis en évidence l'incompatibilité des thèses du darwinisme social, particulièrement dans leurs prolongements malthusien et galtonniste, avec les propres positions de Charles Darwin à propos de l'évolution humaine, en s'appuyant sur La Filiation de l'homme et la sélection liée au sexe, paru en 1871,. Douze ans après L'Origine des espèces, et alors que les critiques et détracteurs préjugent que « l'homme descend du singe », Darwin y soutient entre autres que l'homme est bel et bien le produit de l'évolution, ce qui s'oppose à la doctrine créationniste, et replace celui-ci au sein du processus de sélection naturelle, en dépit de son apparente supériorité évolutive.
En outre, contrairement aux interprétations propagées par le spencérisme, Darwin affirme la rupture qui s'établit chez l'homme dans le processus de lutte pour la survie, fondée sur l'élimination des faibles : « Nous autres hommes civilisés, au contraire, faisons tout notre possible pour mettre un frein au processus de l'élimination ; nous construisons des asiles pour les idiots, les estropiés et les malades ; nous instituons des lois sur les pauvres ; et nos médecins déploient toute leur habileté pour conserver la vie de chacun jusqu'au dernier moment. Il y a tout lieu de croire que la vaccination a préservé des milliers d'individus qui, à cause d'une faible constitution, auraient autrefois succombé à la variole. Ainsi, les membres faibles des sociétés civilisées propagent leur nature ».
La suite du paragraphe montre pourtant explicitement la compatibilité de la pensée de Charles Darwin avec l'idéologie de la supériorité des races et le Darwinisme social : « Ainsi, les membres faibles des sociétés civilisées propagent leur nature et en conséquence, nous devons subir sans nous plaindre les effets incontestablement mauvais générés par les faibles qui survivent et propagent leur espèce; mais il existe au moins un frein c'est que les membres faibles et inférieurs de la société ne se marient pas aussi librement que les sains; et ce frein pourrait être augmenté indéfiniment, bien que ceci relève plus de l'espoir que de l'attente, par le fait que les faibles de corps ou d'esprit se retiennent de se marier. (…) et c'est principalement grâce à leur pouvoir que les races civilisées se répandent et sont en train de se répandre partout, jusqu'à prendre la place des races inférieures ».
Cependant, « Nous ne pourrions réfréner notre sympathie [envers les faibles], même avec l'insistance expresse de la stricte raison, sans une détérioration de la partie la plus noble de notre nature. Le chirurgien peut s'endurcir tandis qu'il pratique une opération, parce qu'il sait qu'il agit pour le bien du patient; mais si, intentionnellement, nous en arrivions à négliger ceux qui sont faibles et sans défense, cela ne pourrait être que pour un bénéfice incertain, au prix d'un crime actuel accablant. Nous devons donc accepter les effets, sans aucun doute néfastes, de la survie et de la propagation des faibles ».
Darwin conclut alors par l'hypothèse d'une forme d'extraction de la nature humaine de la loi de la sélection naturelle, sans pourtant contrevenir à son principe originel, à travers le processus de civilisation, fondé sur l'éducation, la raison, la religion et la loi morale : « Si importante qu'ait été, et soit encore, la lutte pour l'existence, cependant, en ce qui concerne la partie la plus élevée de la nature de l'homme, il y a d'autres facteurs plus importants. Car les qualités morales progressent, directement ou indirectement, beaucoup plus grâce aux effets de l'habitude, aux capacités de raisonnement, à l'instruction, à la religion, etc., que grâce à la Sélection Naturelle ; et ce bien que l'on puisse attribuer en toute assurance, à ce dernier facteur les instincts sociaux, qui ont fourni la base du développement du sens moral ».
S'appuyant sur La filiation de l'homme, Patrick Tort montre qu'en réalité la civilisation, née de la sélection naturelle des instincts sociaux et de l'intelligence, promeut au contraire la protection des faibles à travers l'émergence – elle-même sélectionnée – des sentiments affectifs, du droit et de la morale.

### Critique de Pierre Kropotkine
La thèse de l'entraide est développée en 1902 par Pierre Kropotkine dans L'Entraide : Un facteur de l'évolution, une critique claire vis-à-vis du darwinisme social. Dans cet ouvrage, le prince et anarchiste russe répond spécifiquement aux théories de Thomas H. Huxley publiées dans La Lutte pour l’existence dans la société humaine en 1888. Kropotkine, sans nier la théorie de l’évolution de Darwin, y précise que les espèces les mieux adaptées ne sont pas nécessairement les plus agressives, mais peuvent être les plus sociales et solidaires. Il fournit des exemples empiriques du règne animal, ainsi que d’autres puisés dans des sociétés humaines, celles qu’il appelle les « Sauvages », les « Barbares », les villes médiévales, ainsi que dans la société de son époque. Kropotkine ne nie pas non plus l’existence de compétition, mais pense que la compétition est loin de constituer le seul facteur de l'évolution, et que l’évolution progressiste est plutôt due à la socialisation et à l’entraide mutuelle.
Le primatologue néerlando-américain Frans de Waal, qui a étudié au début du XXIe siècle le sentiment d'empathie chez les animaux, en déduit que le darwinisme social « est une interprétation abusive : oui, la compétition est importante dans la nature mais, on l'a vu, il n'y a pas que cela. (…) Nous sommes aussi programmés pour être empathiques, pour être en résonance avec les émotions des autres ».